# 道布增·罗布生旦毕关布
道布增·罗布生旦毕关布（？—1814年）蒙古族，内蒙古阿拉善旗人，阿拉善第一世（不计追认）道布增活佛。

## 生平
罗布生旦毕旺施格（道布增藏）圆寂后，仓央嘉措的转世温都尔葛根诺门汗确认，生于翌年的阿拉善亲王罗卜藏多尔济之第五子，为道布增藏的转世灵童。乾隆四十五年（1780年），六世班禅确认其为转世灵童无疑，并赐名为 “格里格坡力吉”（后人误写作“格里格坡力”，又译“葛力格菩乐”，一说该名为其原来的俗名）。（一说乾隆四十六年（1781年）认定为道布增活佛之转世，在福因寺坐床并剃度受戒。）
阿拉善亲王罗卜藏多尔济逝世后，其弟旺沁班巴尔继承王位，将17岁的格里格坡力吉送往西藏拉萨巴来奔寺学经。六世班禅赐法名“罗布生旦毕关布”，封为“吉东莫日根堪布”。经十多年学经，他精通了藏文五经、秘宗经、天文经等经文。乾隆五十六年（1791年），七世达赖封其为“道布增夏仲堪布”（此文今藏阿拉善左旗档案局）。嘉庆二年（1797年），嘉庆帝封其为“道布增呼图克图堪布”（汉文原文待查）。